# Petronėlė Gerlikienė
Petronėlė Gerlikienė, nacida Kromelyte (19 de junio de 1905, Chicago, Estados Unidos – 14 de marzo de 1979, Vilna, Lituania) fue una artista folclórica lituana.  Vivió y trabajó en una granja en Samogitia; después de retirarse, se mudó a Vilna para vivir con la familia de su hijo. En 1972, Gerlikiene empezó a crear tapices a escala grande, pinturas en 1976; y, en 1974, empezó a participar en exposiciones. Su arte ganó reconocimiento y premios numerosos en Lituania y en el extranjero.

## Vida y obra
Petronele introdujo la escena de arte lituana a una edad venerable después de retirada y viviendo con la familia de su hijo en Vilna. Empezó a bordar tapices en una escala muy grande; para hacerlos utilizaba técnicas diferentes como bordado y aplicaciones. Se fascinaba con árboles grandes y los utilizó como motivo para sus primeros tapices “Un Roble”, “Un Rowan”, “Un Árbol Arce” y “Un Árbol Rojo”.
Acerca del tapiz "Hombre y Mujer” Petronele dijo:
"Petronele Gerlikiene (2005). Tapices. Pintura. Vilna. p. 53. «“ Necesito tener un fondo amarillo muy traslúcido para bordar Paradise. El paraíso es por encima de las casas y sólo las ramas delgadas de árboles cubrieron en floraciones y soportes de fruta para Adán y Eva. Adán está desnudo y despreocupado. Su cuerpo blando y relajado, con la manzana de Adán marcada claramente, parece balancearse ingrávido en el aire. Con sus manos en el estómago mueve sus dedos que disfrutan del Paraíso. Eva por su lado está interpretada muy de manera diferente, como contraste de Adán,  está llena de ansiedad: su falda es tan suelta ... La mujer siempre tiene que ser más bonita que el hombre. Lleva un ramo de nomeolvides.” El cuerpo de Eva es tenso, centrado y a punto-- sabe qué le aguarda".»
Su mejor manera característica de expresión es el color. Uno de los más coloridos y todavía más lacónico de sus cuadros es “The Sorrowful One”,  utilizando sólo tres colores: rojo, negro y blanco. Su sentimiento intuitivo para el color le dictaba los muy inusuales, inesperados y contrastantes con combinaciones de colores fríos y tibios.
Su mundo está dominado por personas. Las figuras son a menudo descritas en movimiento y comunicando con cada otro y el borde. Su mundo creativo abarca vidas humanas enteras con todos sus aspectos, pero temas más importantes son la mujer, el destino, y el hombre, y la relación de la mujer. Esos “temas” eternos los interpretó con comprensión y humor, los hombres son a menudo ridiculizados como en el cuadro “Elige Cerezas”: tranquilo, sonriendo la mujer empujando a un hombre con la mano a un lago. "Si un hombre tiene miedo, puede agarrar la cola de un ternero por miedo". Petronele amaba pintar situaciones picantes, obras de amor y psicológicamente complicadas situaciones. Ella era positiva, retratando todo realista. (Jurgita Gerlikaite. Archivado el 4 de febrero de 2016 en Wayback Machine. Petronėlė Gerlikienė: savos tiesos žinojimas // Šiaurės Enėnai, 2005. Archivado el 4 de febrero de 2016 en Wayback Machine. Nº 22, p. 3-4. Archivado el 4 de febrero de 2016 en Wayback Machine.)
Petronele era iletrada. Como niña no tuvo ninguna posibilidad de ir a escuela, más tarde sintió que no había ninguna necesidad para ella. En siete intensamente años creativos, Petronele creó once grandes tapices y más de 60 pinturas.

## Premios y galardones
- 1977 1.º premio. Exposición Nacional de Arte Popular. Museo de Arte lituano, Vilna.
- 1977 1.º premio del Ministerio de Cultura lituano.
- 1977 2.º premio. Exposición de folk pintores y tejedores. Moscú.

## Obras de arte
- Eligiendo Cerezas, 1977.
- Un Año Difícil, 1977.
- Motina (Madre), 1978.
- Tapiz El Festival de Canción. 1976.
- Tapiz Barre el Patio en un sábado... 1976.
- Tapiz El Árbol Rojo, 1977.